# IQuest

iQuest este o companie germană furnizoare de soluții și servicii IT de business.
Compania deține centre de dezvoltare software la Cluj-Napoca, Brașov, Craiova și Sibiu, sediul central la Frankfurt am Main și birouri de consultanță la București, Budapesta, Paris și Göteborg.
iQuest oferă soluții și servicii pentru companii din Germania, Marea Britanie, România, Elveția, Franța și Suedia.
iQuest are clienți din domenii precum serviciile financiare, telecomunicații, logistică, producție, comerț, IT, farmaceutică, media, servicii poștale.
Compania iQuest a fost înființată în anul 1998, cu o investiție de 50 000 de mărci, de către Cornelius Brody care a plecat din România în Germania în anul 1988.
În anul 2009, aplicația „Trip Journal” dezvoltată de firmă a fost premiată de Google cu 100 000 de dolari, iar în anul 2010, în cadrul unui concurs care a avut loc în Statele Unite ale Americii, aceeași aplicație a fost declarată cea mai bună aplicație din lume pentru telefoanele iPhone.
Număr de angajați:
- 2011: 400[4]
- 2010: 330[5]
- 2009: 275[2]

Cifra de afaceri:
- 2010: 10,7 milioane euro[5]
- 2009: 8,3 milioane euro[1]